# وحید کشتکار
وحید کشتکار عضو تیم ملی شنای نابینایان و کم بینایان از سال ۱۳۸۳ الی ۱۳۹۳ می‌باشد. وی در طول این مدت توانست ۴ بار در آسیا رکورد شکنی نماید. کشتکار به عنوان نماینده شنای ایران، در مسابقات آسیافسپیک مالزی ۲۰۰۶، مسابقات جهانی IBSA برزیل ۲۰۰۷، مسابقات برلین کاپ ۲۰۱۰، مسابقات جهانی ipc هلند ۲۰۱۰، مسابقات پاراآسیابی گوانگجو ۲۰۱۰، مسابقات جهانی IBSA ترکیه ۲۰۱۱ و مسابقات پاراآسیایی اینچئون ۲۰۱۴ به رقابت پرداخته و در طی این مسابقات به بیش از ۱۵ مدال ارزشمند دست یافت.
در حال حاضر نیز وحید کشتکار به عنوان مسئول کمیته مسابقات انجمن شنای نابینایان و کم بینایان کشور در حال فعالیت می‌باشد.

## شنا
وی از ۸ سالگی ورزش شنا را در زیر نظر عموی خود، عباسعلی کشتکار در شیراز شروع کرد. سایر مربیان این شناگر نیز عبارتند از محمدکاظم مداحی فر، مجید فرزانفر، محمد مرسانی، مجید اسدپور، اصغر کرمی، حمید شریفیان، حشایار حضرتی، محسن سمیع زاده و … نام برد. اما بدون شک دلیل اصلی موفقیت‌های وحید کشتکار مرهون هدایت و پشتیبانی عباسعلی کشتکار می‌باشد. کشتکار در سن ۱۸ سالگی و با تشدید عارضه بینایی با فدراسیون ورزش‌های نابینایان و کم بینایان آشنا و در اولین حضور خود در مسابقات قهرمانی کشور توانست نظر تمامی کارشناسان و مربیان را به خود جلب کند. در خلال رقابت‌های بازی‌های پاراآسیایی گوتنگجو، گوینده رادیو ورزش از کشتکار به عنوان مارک اسپیتز شنای ایران یاد کرد و این لقب تا پایان عمر قهرمانی این شناگر بر روی او باقی ماند.

## رکورد شکنی‌های آسیایی
در مسابقات جهانی IPC هلند ۲۰۱۰، کشتکار موفق شد رکورد آسیا در ماده ۴۰۰ متر آزاد را شکسته و به نام خود ثبت کند.
کشتکار در بازی‌های پاراآسیایی ۲۰۱۰ گوانگجو چین موفق شد برای بار دوم ضمن شکستن رکورد آسیا در ماده ۴۰۰ متر آزاد، مدال طلای این ماده را دریافت نماید.
در بازی‌های پاراآسیایی ۲۰۱۴ کشتکار برای بار سوم ضمن شکستن رکورد آسیا در ماده ۴۰۰ متر آزاد، مدال طلای این رشته را بر گردن انداخت.
چهارمین رکورد شکنی کشتکار در آسیا نیز مربوط می‌شود به ماده ۲۰۰ متر مختلط انفرادی که در مسابقات پاراآسیایی گوانگجو صورت پذیرفت.
در پنجمین دوره رقابت‌های شنای نابینایان و کم‌بینایان جهان، کشتکار موفق شد در فینال ماده یک صد متر قورباغه کلاس S12 برای اولین بار در تاریخ شنای ایران به فینال مسابقات قهرمانی جهان راه پیدا کند. اما به دلیل عدم رویارویی این ورزشکار با نماینده اسرائیل در ماده ۱۰۰ متر آزاد، از این رقابت محروم گردید.

## مدال‌ها
وحید کشتکار ۱۵ مدال آسیایی و جهانی دارد.
۲مدال نفره و ۳ مدال برنز در مسابقات آسیا فسپیک مالزی ۲۰۰۶
۱مدال نقره و ۲ مدال برنز در مسابقات برلین کاپ ۲۰۱۰
۱ مدال طلا، ۲ نقره و ۲ برنز در بازی‌های پاراآسیایی گوانگجو ۲۰۱۰
۱مدال طلا و ۱ مدال نقره در بازی‌های پاراآسیایی اینچئون ۲۰۱۴

## افتخارات
ورزشکار برتر استان فارس در ویژه برنامه قهرمان قهرمانان ۱۳۸۶
جوان برتر استان فارس در سال‌های ۱۳۸۷ و ۱۳۸۹
ورزشکار اخلاق استان فارس در سال ۱۳۸۸
دریافت عنوان ورزشکار جوانمرد در سال ۱۳۸۹ از اداره کل تربیت بدنی استان فارس